# Salsa fermentada

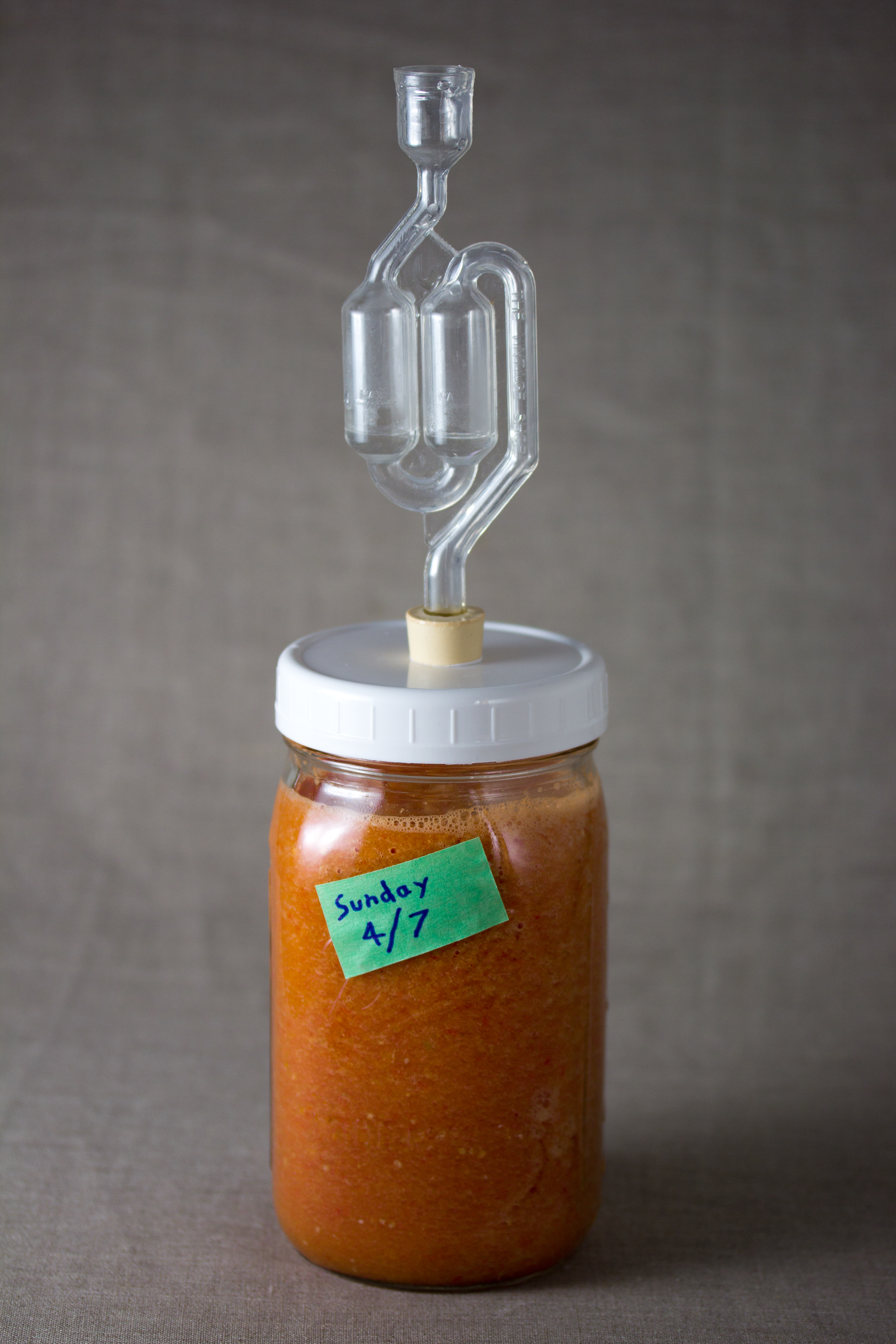
La fermentación de salsas caseras es una actividad culinaria. En la ilustración se muestra un bote de salsa sometido a fermentación controlada por un fermentador que garantiza el ambiente anaeróbico necesario.

La salsa fermentada es una preparación culinaria que emplea verduras, pescado o carne finamente picadas que ha sufrido una fermentación láctica. La fermentación proporciona ácido láctico (sabor ácido) y modifica la composición de azúcares produciendo un sabor característico. Tradicionalmente se elaboran en pequeña escala, pero la industria ha mejorado algunos procesos y ha logrado su producción a gran escala incluyendo la pasteurización entre sus procesos.  Salsas tan populares como el kétchup surgen de la idea de fermentar verduras y apagar el sabor ácido con siropes diversos, así como especias aromáticas.

## Conceptos
La presencia del ácido láctico como metabolito de la fermentación láctica, además del bajo pH son las causas que producen la conservación de la salsa. La fermentación cambia la composición química de los alimentos, disminuyendo la presencia de azúcares y aumentando la de aminoácidos. Estas salsas suelen incluir una salmuera que desactiva los procesos enzimñaticos iniciales, por ejemplo la salsa de soja y de pescado suelen tener un contenido de sal que oscila entre los 12 y 16%.  
El ejemplo de salsa fermentada más popular en Asia es la salsa de soja, en que se fermentan granos de soja y trigo puestos a remojo en salmuera. Algunas variantes como el tamari japonés no lleva trigo. La soja fermentada, en forma de pasta: el miso se usa en la elaboración de pastas en la cocina japonesa. Pastas que se emplean en la elaboración de sopas, y salsas. El doenjang es el equivalente al miso en la cocina coreana, y se emplea con el mismo propósito de generar salsas y condimentos.
Las salsas picantes suelen fermentarse, un ejemplo es la salsa Tabasco que emplea la fermentación del chile piquín. En Estados Unidos, especialmente en el sur se elaboran salsas picantes al estilo de lousiana, como es el caso de la Trappey's Hot Sauce que emplea, entre otros chiles, el jalapeño.
La salsa de pescado algunas se elaboran con mariscos (generalmente anchoas y ostras), entre ellas se encuentra la pasta de gambas (el bagoong monamon de filipinas).

## Salsas fermentadas sucedáneas
Algunas salsas occidentales, como la salsa Worcestershire, simulan una salsa fermentada aunque se elaboran con toques de sabor ácido que las reproducen. La fermentación láctica en la producción a gran escala es, en muchos casos, un factor que encarece el producto. Es por esta razón por la que añadir vinagre es una solución final que abarata el producto. En este apartado se encuentran las salsas steak sauce, el ketchup. 